# Chico (canção)
"Chico" é uma canção da cantora brasileira Luísa Sonza, incluída em seu terceiro álbum de estúdio Escândalo Íntimo (2023). A faixa foi escrita por Sonza, Douglas Moda, Jenni Mosello, Carolzinha e Bruno Caliman, com a produção musical assinada por Moda. Incluída no segundo bloco de canções do álbum, "Chico" é uma bossa nova com elementos de música pop, sendo liricamente uma declaração de amor de Sonza destinada ao seu então namorado, o influenciador digital Chico Veiga, de quem se separou pouco menos de duas semanas depois do lançamento do disco.
"Chico" foi bem recebida por críticos de música especializada, que a classificaram como uma das melhores faixas de Escândalo Íntimo, e elogiaram o uso da bossa nova em sua composição. Em termos comerciais, a canção também foi bem sucedida; alcançou o primeiro lugar na tabela Billboard Brasil Hot 100 e o quinto lugar em Portugal, enquanto posicionou-se no número 163 da tabela Global 200 da revista norte-americana Billboard. Um vídeo visualizer foi produzido para promover a canção e lançado em 8 de setembro, retratando Sonza em uma ambientação campestre. "Chico" foi apresentada ao vivo em concertos da turnê de Escândalo Íntimo e no programa de televisão Altas Horas. Em 2024, Sonza lançou uma versão em inglês da canção.

## Antecedentes e produção
Em dezembro de 2022, Sonza revelou que planejava lançar seu terceiro álbum de estúdio no próximo ano, e que ele seria "mais triste" e "irônico". No mês seguinte, ela anunciou que faria uma pausa em sua agenda de concertos para se concentrar no processo de gravação do disco, que teria uma parte gravada em Los Angeles. Pouco antes de embarcar, Sonza conheceu o influenciador digital Chico Veiga, com quem assumiu um relacionamento amoroso em 18 de julho de 2023, data do 25º aniversário da cantora. Com o anúncio do repertório de seu concerto na primeira edição do festival The Town, foi revelado que uma canção intitulada "Chico" faria parte da apresentação, e sequencialmente, foi também confirmado que ela estaria na lista de faixas de Escândalo Íntimo, seu próximo álbum. Sonza disse posteriormente que Veiga "chorou por 20 minutos ininterruptos" quando escutou a canção finalizada, e que era "algo extremamente íntimo" e que não teria a incluído em seu álbum caso pensasse racionalmente. Em meados de setembro de 2023, no entanto, foi revelado que o relacionamento entre os dois havia acabado após uma traição por parte dele.
"Chico" foi escrita por Sonza ao lado de Douglas Moda, Jenni Mosello, Carolzinha e Bruno Caliman, com a produção musical assinada por Moda. Caliman revelou que inicialmente, a faixa seria similar a um pagode, mas ao perceber que seu andamento era "muito rápido para falar de amor", sugeriu a ideia de criar a harmonia no violão, com acordes mais próximos à bossa nova. Escrita em cerca de 40 minutos, a canção consiste em seis acordes, sobre o que Caliman declarou: "Poucos acordes para uma bossa nova típica, mas há também músicas do movimento que são assim. Não tem uma regra estabelecida, depende muito de como a música é produzida".

## Composição
Em Escândalo Íntimo, "Chico" se encontra no segundo bloco de canções, que apresenta a ideia de paixão, entrega e euforia. Musicalmente, ela é definida como uma bossa nova com elementos de música pop. Houve uma discussão por parte do público se a canção poderia ser classificada como bossa nova, ao que Caetano Veloso, um dos representantes do gênero, respondeu: "O violão-base está tocando bossa nova, me parece. Mas é que MPB é música popular brasileira... Meio que cobre tudo. São coisas muito diferentes. Depende mais de quem faz e qual o lugar em que as pessoas veem aquele artista". Liricamente, a faixa é uma declaração de amor da cantora destinada a Veiga, seu então namorado. Para compor a canção, Sonza utilizou referências de músicas que ele gostava como forma de homenageá-lo, com uma delas sendo "Folhetim" (1978), composta por Chico Buarque e interpretada originalmente por Gal Costa, representada na linha "Chico, se tu me quiseres / Sou dessas mulheres de se apaixonar". Na letra, a artista também menciona o Bar da Cachaça, localizado no bairro da Lapa no Rio de Janeiro, presente na rotina dos dois: "Pode fazer sua fumaça / O Bar da Cachaça vai ser nosso lar". Em "Chico", Sonza também exalta a monogamia e diz que seu futuro será no Rio de Janeiro, cidade natal de Veiga.

## Análise da crítica
"Chico" recebeu análises positivas por parte da crítica especializada. Mauro Ferreira, escrevendo para o g1, disse que "é interessante ouvir Sonza dar voz a uma canção com o espírito da bossa nova". Laura Bragança e Marcos Vinícius, do Escutai, notaram como a faixa "alcança a bossa nova de um jeito orgânico e apaixonado, sendo o maior êxito da obra", também destacando sua letra "genuinamente tocante na pureza de sua simplicidade". Matheus Cosmo, d'O Grito, considerou a música como a "mais aclamada de todo o álbum", e que ao referenciar "Folhetim", ela "ganha ao se aproximar de uma referência antiga, para concretizá-la em um novo tempo, em uma nova matéria, com novos recursos e outras marcações de feminilidade". Bruna Quirino Alves, do Agemt, viu "Chico" como uma canção para "aquecer o coração daqueles que não perderam a fé no amor, apesar das desilusões".

## Promoção
Em 8 de setembro de 2023, foi lançado um vídeo visualizer para "Chico", no qual Sonza "reflete sobre a doçura do amor em uma ambientação campestre". No vídeo, a cantora ostenta um "visual romântico e country", enquanto aparece em frente a uma casa antiga em meio à natureza, onde "realiza poses em suas mais variadas facetas, que chamam atenção pela sua sofisticada fotografia".
A primeira apresentação ao vivo de "Chico" foi durante o concerto de Sonza no festival The Town em 3 de setembro de 2023, onde iniciou sua turnê para promover Escândalo Íntimo. A próxima apresentação da canção foi no programa Altas Horas, da TV Globo, transmitida em 9 de setembro, com a presença de Veiga na plateia.

## Prêmios e indicações
| Ano  | Prêmio                                | Categoria                          | Resultado | Ref.   |
| ---- | ------------------------------------- | ---------------------------------- | --------- | ------ |
| 2023 | Prêmio Multishow de Música Brasileira | Hit do Ano                         | Indicado  | [ 25 ] |
| 2023 | Prêmio Multishow de Música Brasileira | MPB do Ano                         | Indicado  | [ 25 ] |
| 2024 | Grammy Latino                         | Melhor Canção em Língua Portuguesa | Indicado  |        |

## Créditos
Todo o processo de elaboração de "Chico" atribui os seguintes créditos:
- Luísa Sonza: vocalista principal, composição
- Douglas Moda: composição, produção
- Jenni Mosello: composição
- Carolzinha: composição
- Bruno Caliman: composição
- Natália Ferlin: produção executiva
- Enrico Romano: edição
- Arthur Luna: engenharia de masterização e mixagem
- Jonathan "Yoni" Asperil: engenharia de gravação

## Desempenho comercial
No Brasil, "Chico" estreou na 62.ª posição da tabela Brasil Hot 100, compilada pela Billboard Brasil na semana de 4 de setembro de 2023, e na semana de 18 de setembro, assumiu o topo da tabela. Em Portugal, a faixa alcançou a 5.ª colocação. Na tabela Billboard Global 200, que inclui dados de faixas de todo o mundo, "Chico" ocupou a posição de número 163.
| País — Tabela musical (2023)      | Melhor posição |
| --------------------------------- | -------------- |
| Brasil (Billboard Brasil Hot 100) | 1              |
| Brasil (Billboard Brazil Songs)   | 1              |
| Brasil (Crowley Pop Nacional)     | 8              |
| Mundo (Billboard Global 200)      | 163            |
| Portugal (AFP)                    | 5              |

## Certificações
| Região                                                        | Certificação | Vendas |
| ------------------------------------------------------------- | ------------ | ------ |
| Portugal (AFP)                                                | Ouro         | 5 000‡ |
| ‡vendas+valores de streaming baseados somente na certificação |              |        |

## Versão em inglês
Uma versão em inglês de "Chico" foi lançada em 7 de março de 2024 como single. Conta com a produção musical assinada por Roberto Menescal, músico que foi um dos percussores do bossa nova. A versão em inglês foi composta pela cantora e compositora americana Njomza.

### Apresentação ao vivo
A primeira apresentação da versão em inglês da canção foi apresentado no palco do evento Billboard Women in Music em 6 de março de 2024, na qual Luísa foi homenageada com o mais recente prêmio Global Force.